# Зроби йому приємне
«Зроби йому приємне» (англ. Making It Pleasant for Him) — американська короткометражна кінокомедія 1909 року з Роско Арбаклом в головній ролі.

## Сюжет
Комедійна драма в якій зображуються пригоди хлопця, який потрапляє в руки слуг його двоюрідного брата, який доручив їм зробити його приємним для нього.

## У ролях
Роско «Товстун» Арбакл